# Ichi-go ichi-e
Ichi-go ichi-e (яп. 一期一会, латиніз.: t͡ɕi.ɡo it͡ɕi.e, дос. «один раз, одна зустріч») — японська ідіома, що складається з чотирьох ієрогліфів, так званих йодзідзюкуґо, яка описує культурну концепцію плекання неповторної природи моменту. Цей термін також перекладається як «тільки зараз» і «раз у житті». Вираз нагадує, що потрібно цінувати кожна зустріч, частиною якої ти є, знаючи, що жодна мить не може повторитися, навіть коли та сама група людей зустрічається в тому самому місці, така мить ніколи не може повторитися, і тому кожна мить — це мить, яка буває раз і назавжди. Концепція зазвичай асоціюється з японською чайною церемонією, зокрема з Сен-но Рікю.